# József Tóth (nacido en 1929)
József Tóth (en húngaro Tóth József), quien aparecía en las alineaciones como Tóth II (Mersevát, Hungría, 16 de mayo de 1929-Budapest, Hungría, 9 de octubre de 2017), fue un futbolista húngaro. Desarrolló su carrera deportiva en el Csepeli Vasas, conocido hoy como Csepel SC, en el que jugó entre 1953 y 1956. Fue el último sobreviviente de la selección húngara de la Copa Mundial de Fútbol de 1954, donde fueron subcampeones.

## Entrenador
Al colgar las botas inició la carrera de entrenador que lo llevó a España, donde adquirió la nacionalidad española. En los años setenta entrenó en regional preferente y Tercera División, llegando a entrenar en los ochenta en Segunda División B con el Club Deportivo Badajoz, Gimnásitca Arandina, Club Marino de Luanco y Tomelloso Club de Fútbol. Entre los clubes a los que entrenó se encuentran el Club Deportivo Leganés, Club Deportivo Pegaso, Agrupación Deportiva Ceuta, Talavera Club de Fútbol y Club Deportivo Colonia Moscardó.

## Selección nacional
József Tóth fue internacional por Hungría, con quien jugó doce partidos y marcó cinco goles. Fue convocado para disputar la Copa Mundial de 1954 formando parte del equipo conocido como los Magiares poderosos. En este torneo jugó en dos ocasiones y marcó un gol. Sin embargo, no fue parte del equipo inicial que disputó la final ante Alemania.

### Participaciones en Copas del Mundo
| Mundial                        | Sede  | Resultado  | Partidos | Goles |
| ------------------------------ | ----- | ---------- | -------- | ----- |
| Copa Mundial de Fútbol de 1954 | Suiza | Subcampeón | 2        | 1     |

## Clubes

### Como jugador
| Club      | País    | Año       |
| --------- | ------- | --------- |
| Csepel SC | Hungría | 1948-1961 |

### Como entrenador
| Club                        | País   | Año       | P  | PG | PE | PP |
| --------------------------- | ------ | --------- | -- | -- | -- | -- |
| CD Pegaso                   | España | 1972-1973 |    |    |    |    |
| AD Torrejón                 | España | 1974-1975 |    |    |    |    |
| AD Ceuta                    | España | 1975-1976 |    |    |    |    |
| Club Deportivo Badajoz      | España | 1976-1977 |    |    |    |    |
| Talavera CF                 | España | 1976-1977 |    |    |    |    |
| CD Moscardó                 | España | 1978-1979 | 38 | 10 | 19 | 9  |
| Club Deportivo Badajoz      | España | 1979-1980 | 22 | 7  | 7  | 8  |
| Gimnástica Arandina         | España | 1980-1981 | 24 | 3  | 8  | 13 |
| UD Lanzarote                | España | 1981-1982 |    |    |    |    |
| CD Leganés                  | España | 1982-1983 | 11 | 2  | 4  | 5  |
| Club Deportivo San Fernando | España | 1983-1984 | 32 | 8  | 10 | 14 |
| Atlético Velilla            | España | 1987-1988 | 18 | 2  | 0  | 16 |
| Marino de Luanco            | España | 1989-1990 | 18 | 4  | 7  | 7  |
| Tomelloso CF                | España | 1990-1991 | 12 | 2  | 3  | 7  |